# Andiast

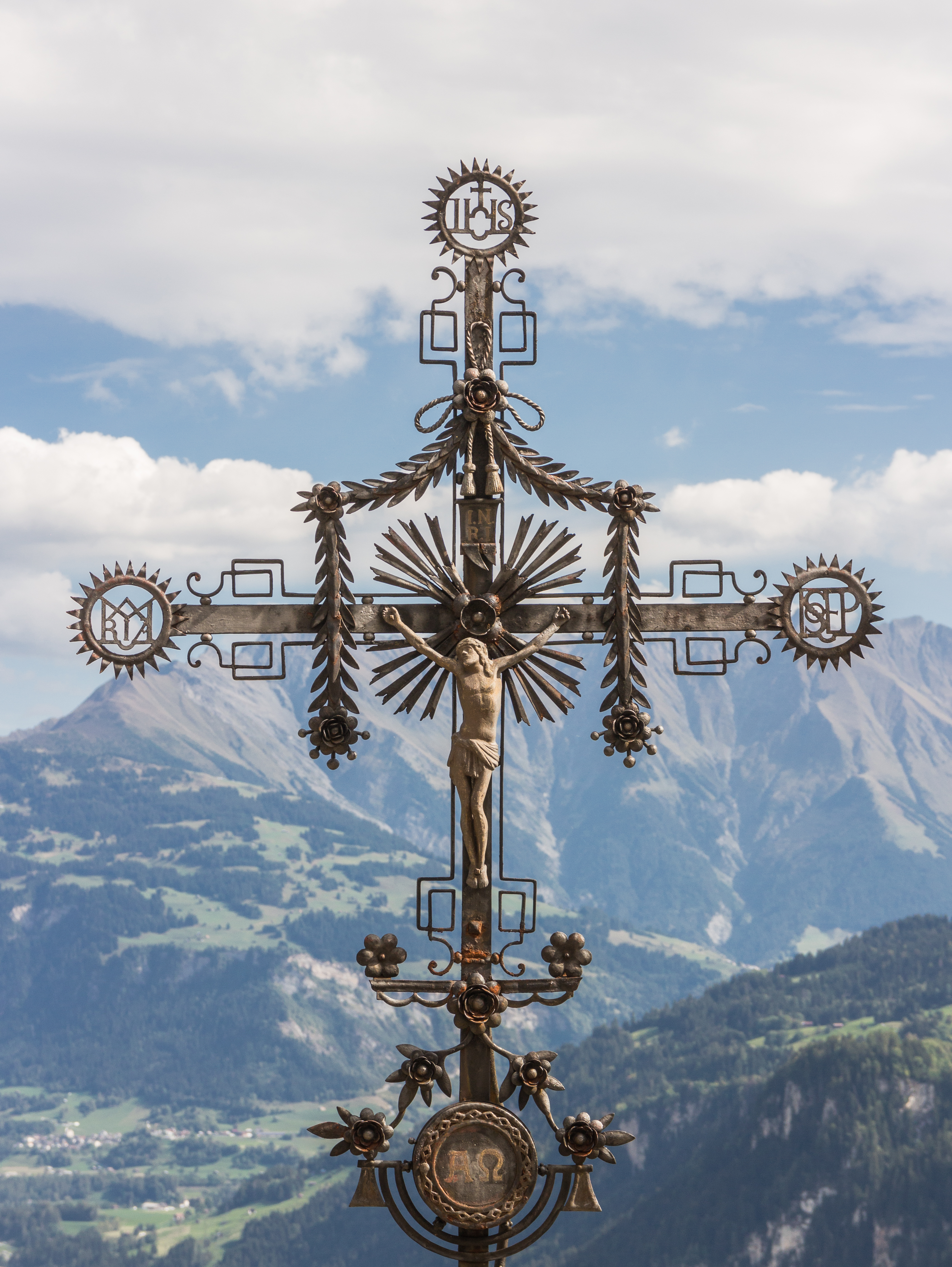
Croix dans un aître près de l'église d'Andiast. Septembre 2018.

Andiast () (ou Andest) est une localité et une ancienne commune suisse du canton des Grisons.
Le 1er janvier 2018, Breil/Brigels absorbe les communes voisines de Waltensburg/Vuorz et Andiast.

Vue aérienne (1957).

## Monuments et curiosités
L'église paroissiale Sainte-Julitta et Saint-Quiricus est une nouvelle construction baroque datant de 1707 sur laquelle s'appuie un clocher roman du XIe siècle. Une prolongation occidentale et des rénovations sont effectuées en 1939. Le maître-autel conçu par Johann Baptist Wickart en 1669-70 provient de l'église de Boswil.